# Південнокитайський тигр
Південний китайський тигр, також відомий як Китайський, Амой, або тигр Ксіамен (Panthera tigris amoyensis, кит.: 華南虎) — підвид тигрів, що знаходиться під найбільшою загрозою зникнення. Експерти стверджують, що є менш ніж 20 цих тигрів, і попереджають, що вони можуть вимерти протягом наступного десятиліття. Одне тигреня народилось в заповіднику Південної Африки, в листопаді 2007. Це перший випадок народження Китайського тигра поза Китаєм. Недавно Південний китайський тигр потрапив в десятку майже вимерлих тварин світу.

## Фізичні дані
Від голови до хвоста самці мають 2.6 м і важать приблизно 150 кг. Довжина самок 2.3 м довжиною. Вага 110 кілограмів. Він має короткі, але товсті смуги.

## Харчування
Китайський тигр полює на здобич, яка піднімається в гори не дуже високо. В минулому вони їли свійську худобу, але зараз, через своє вимирання заглибились у ліси. Вони дуже досвідчені мисливці і можуть переслідувати свою здобич протягом багатьох годин. Бігають дуже швидко, можливо вони найшвидші тигри у світі. Вбивають здобич двома способами. Якщо здобич середніх розмірів, то вони кусають її в задню частину шиї. Якщо тварина великих розмірів, то тигр валить здобич на землю і придушує її своїми могутніми лапами. Взагалі можуть харчуватися тваринами різних розмірів. В давні часи ці тигри були відомі як людожери. Зараз, звичайно, таких випадків немає.

## Ареал
Раніше він жив у південних помірних, нагірних лісах Китаю. Сьогодні його широкий ареал дуже зменшений, до трьох ізольованих областей в південно-центральному Китаї. Можуть багато часу проводити у воді, гарні плавці.

## Переслідування
До початку 20-го століття, Південний китайський тигр проживав в багатьох частинах південного і східного Китаю. У 1959 Мао Цзедун під час Великого Стрибка, оголосив тигра та інших хижаків (леопардів, вовків) шкідниками і “ворогами людей”. В результаті кампанії "антишкідник" тигрів почали відстрілювати, і з 4 000 тигрів в 1972 залишилось 200. В 1977 китайський уряд заборонив полювання на цих тигрів, але було надто пізно.

## Збереження
З 1990 Державна Адміністрація Лісоведення Китаю забрала 10-30 китайських тигрів для їх розмноження, щоб потів відпустити на волю більшу кількість вимираючих тварин. Судячи з усього, останній південнокитайський тигр в природі був застрелений в 1994 році. В теперішній час 20 південнокитайських тигрів утримуються в неволі (всі в Китаї).

## Можливе існування диких Південних китайських тигрів
5 жовтня 2007, уявний Південний китайський тигр напав на корову. 13 вересня Азійського чорного ведмедя знайшли мертвим, можливо убитого і з'їденого Південним китайським тигром, обидва тіла знайшли в графстві дзвону Цхен.
11 жовтня 2007, сільський житель Жоу, графства Цхенпінг, в місті Анканг стверджував, що ризикуючи життям зняв декілька фотографій тигра. Якщо це правда, то в тому районі з’явився перший дикий Китайський тигр з 1964. Фото здалось підозрілим. Через декілька днів з'ясувалось, що це фото дуже схоже на фото яке висить в домі фотографа. Він пояснив це збігом. Лісоведення Китаю каже, що в принципі можливе збереження тигрів у тому районі. 29 червня 2008 місцеве управління визнало фотокартку підробною. Також вони засудили Жоу за шахрайство.